# Eleição municipal de Belo Horizonte em 2016
A eleição municipal de Belo Horizonte em 2016 ocorreu em 2 de outubro para eleger um prefeito, um vice-prefeito e 41 vereadores para a administração da cidade, e o segundo turno para o Executivo foi realizado em 30 de outubro. O prefeito titular, Márcio Lacerda, do Partido Socialista Brasileiro (PSB), era inelegível para concorrer a um terceiro mandato consecutivo.

## Regras eleitorais
No decorrer do ano de 2015, o Congresso Nacional aprovou uma reforma política, que fez consideráveis alterações na legislação eleitoral. O período oficial das campanhas eleitorais foi reduzido para 45 dias, com início em 16 de agosto, o que configurou em uma diminuição pela metade do tempo vigente até 2012. O horário político também foi reduzido, passando de 45 para 35 dias, com início em 26 de agosto. As empresas passaram a ser proibidas de financiarem campanhas, o que só poderá ser feito por pessoas físicas.
A Constituição estabeleceu uma série de requisitos para os candidatos a cargos públicos eletivos. Entre eles está a idade mínima de 21 anos para candidatos ao Executivo e 18 anos ao Legislativo, nacionalidade brasileira, pleno exercício dos direitos políticos, pelo menos um ano de domicílio eleitoral na cidade onde pretende candidatar-se, alfabetização e filiação partidária até o dia 2 de abril de 2016.

## Candidaturas
| Candidato(a) a prefeito | Candidato(a) a prefeito     | Candidato(a) a vice-prefeito | Candidato(a) a vice-prefeito    | Coligação | Duração da propaganda eleitoral |
| ----------------------- | --------------------------- | ---------------------------- | ------------------------------- | --- | ------------------------------- |
|                         | Alexandre Kalil (PHS)       |                              | Paulo Lamac (REDE)              | "Pra BH funcionar" - Partido Verde (PV) | 0min23s                         |
|                         | Délio Malheiros (PSD)       |                              | Josué Valadão (PSB)             | "BH segue em frente" - Partido Social Democrático (PSD) - Partido Socialista Brasileiro (PSB) | 1min19s                         |
|                         | Eros Biondini (PROS)        |                              | Wallace Brandão (PROS)          | - Partido Republicano da Ordem Social (PROS) | 0min16s                         |
|                         | João Leite (PSDB)           |                              | Ronaldo Gontijo (PPS)           | "Juntos por BH" - Partido da Social Democracia Brasileira (PSDB) - Partido Popular Socialista (PPS) - Partido Progressista (PP) - Democratas (DEM) - Partido Renovador Trabalhista Brasileiro (PRTB) - Partido Republicano Brasileiro (PRB)                                                           | 2min39s                         |
|                         | Luis Tibé (PTdoB)           |                              | Felipe Toto Teixeira (PSL)      | "A BH que a gente quer" - Partido Trabalhista do Brasil (PTdoB) - Partido Social Liberal (PSL) - Partido Republicano Progressista (PRP) - Partido Trabalhista Cristão (PTC) - Partido Ecológico Nacional (PEN) - Partido Pátria Livre (PPL) - Solidariedade (SD) - Partido da Mulher Brasileira (PMB) | 0min31s                         |
|                         | Marcelo Álvaro Antônio (PR) |                              | Professora Rosilene (PSDC)      | "Mudança de Verdade" - Partido da República (PR) - Partido Social Democrata Cristão (PSDC) - Partido da Mobilização Nacional (PMN) | 0min43s                         |
|                         | Maria da Consolação (PSOL)  |                              | Pablo Lima (PCB)                | "Frente de Esquerda BH Socialista" - Partido Socialismo e Liberdade (PSOL) - Partido Comunista Brasileiro (PCB) | 0min10s                         |
|                         | Reginaldo Lopes (PT)        |                              | Jô Moraes (PCdoB)               | "Frente BH Popular" - Partido dos Trabalhadores (PT) - Partido Comunista do Brasil (PCdoB) | 1min23s                         |
|                         | Rodrigo Pacheco (PMDB)      |                              | Pastor Vanderlei Miranda (PMDB) | "Beagá para todos" - Partido do Movimento Democrático Brasileiro (PMDB) - Partido Trabalhista Nacional (PTN) - Partido Social Cristão (PSC) | 1min33s                         |
|                         | Sargento Rodrigues (PDT)    |                              | Edson José Pereira (PTB)        | "BH segura" - Partido Democrático Trabalhista (PDT) - Partido Trabalhista Brasileiro (PTB) | 0min52s                         |
|                         | Vanessa Portugal (PSTU)     |                              | Firmina Rodrigues (PSTU)        | - Partido Socialista dos Trabalhadores Unificado (PSTU) | 0min05s                         |

## Pesquisas

### Primeiro turno
| Data            | Instituto        | João Leite (PSDB) | Alexandre Kalil (PHS) | Délio Malheiros (PSD) | Rodrigo Pacheco (PMDB) | Luis Tibé (PTdoB) | Eros Biondini (PROS) | Reginaldo Lopes (PT) | Sargento Rodrigues (PDT) | Marcelo Álvaro Antônio (PR) | Maria da Consolação (PSOL) | Vanessa Portugal (PSTU) | Brancos e nulos | Indecisos |
| --------------- | ---------------- | ----------------- | --------------------- | --------------------- | ---------------------- | ----------------- | -------------------- | -------------------- | ------------------------ | --------------------------- | -------------------------- | ----------------------- | --------------- | --------- |
| 18 a 21/08/2016 | Ibope            | 21%               | 11%                   | 3%                    | 2%                     | 6%                | 5%                   | 3%                   | 3%                       | 2%                          | 3%                         | 5%                      | 20%             | 16%       |
| 23 a 24/08/2016 | Datafolha        | 26%               | 14%                   | 3%                    | 0%                     | 4%                | 6%                   | 2%                   | 3%                       | 3%                          | 2%                         | 4%                      | 18%             | 15%       |
| 25 a 29/08/2016 | Instituto Paraná | 30,0%             | 14,8%                 | 4,8%                  | 1,6%                   | 4,5%              | 5,1%                 | 1,3%                 | 3,2%                     | 1,5%                        | 2,0%                       | 4,3%                    | 15,4%           | 11,7%     |
| 09/09/2016      | Datafolha        | 30%               | 19%                   | 4%                    | 2%                     | 3%                | 3%                   | 4%                   | 2%                       | 2%                          | 1%                         | 2%                      | 16%             | 11%       |
| 14/09/2016      | Ibope            | 33%               | 22%                   | 4%                    | 3%                     | 5%                | 4%                   | 3%                   | 1%                       | 2%                          | 1%                         | 1%                      | 14%             | 7%        |
| 22/09/2016      | Datafolha        | 33%               | 21%                   | 6%                    | 3%                     | 2%                | 2%                   | 4%                   | 2%                       | 2%                          | 1%                         | 1%                      | 14%             | 8%        |
| 26/09/2016      | Ibope            | 33%               | 25%                   | 3%                    | 3%                     | 3%                | 4%                   | 4%                   | 2%                       | 1%                          | 2%                         | 1%                      | 13%             | 6%        |
| 27/09/2016      | Datafolha        | 32%               | 18%                   | 6%                    | 5%                     | 3%                | 3%                   | 4%                   | 2%                       | 2%                          | 3%                         | 1%                      | 15%             | 7%        |
| 28/09/2016      | Ibope            | 35%               | 24%                   | 3%                    | 2%                     | 4%                | 4%                   | 4%                   | 1%                       | 2%                          | 2%                         | 1%                      | 13%             | 5%        |
| 01/10/2016      | Datafolha        | 39%               | 23%                   | 6%                    | 8%                     | 3%                | 4%                   | 7%                   | 3%                       | 3%                          | 3%                         | 1%                      | 0%              | 0%        |
| 01/10/2016      | Ibope            | 41%               | 29%                   | 6%                    | 6%                     | 4%                | 3%                   | 2%                   | 2%                       | 2%                          | 1%                         | 1%                      | 13%             | 5%        |

### Segundo turno
| Data            | Instituto        | João Leite (PSDB) | Alexandre Kalil (PHS) | Brancos e nulos | Indecisos |   |
| --------------- | ---------------- | ----------------- | --------------------- | --------------- | --------- | - |
| 03 a 05/10/2016 | Instituto Paraná | 32,5%             | 24,6%                 | 9,2%            | 33,8%     |   |
| 12/10/2016      | Datafolha        | 36%               | 29%                   | 22%             | 13%       | p |
| 11 a 13/10/2016 | Datatempo        | 32.7%             | 33.9%                 | 23.3%           | 9.3%      | p |
| 20/10/2016      | Ibope            | 35%               | 41%                   | 18%             | 6%        | p |
| 26/10/2016      | Datafolha        | 31%               | 34%                   | 20%             | 14%       | p |
| 27/10/2016      | Ibope            | 36%               | 39%                   | 20%             | 5%        | p |
| 29/10/2016      | Datafolha        | 34%               | 37%                   | 19%             | 10%       | p |
| 29/10/2016      | Ibope            | 37%               | 42%                   | 18%             | 3%        | p |

## Debates televisionados

### Primeiro turno
| Data       | Organizador(es)           | João Leite (PSDB) | Alexandre Kalil (PHS) | Délio Malheiros (PSD) | Rodrigo Pacheco (PMDB) | Reginaldo Lopes (PT) | Marcelo Álvaro Antônio (PR) | Luis Tibé (PTdoB) | Sargento Rodrigues (PDT) | Eros Biondini (PROS) | Maria da Consolação (PSOL) | Vanessa Portugal (PSTU) |
| ---------- | ------------------------- | ----------------- | --------------------- | --------------------- | ---------------------- | -------------------- | --------------------------- | ----------------- | ------------------------ | -------------------- | -------------------------- | ----------------------- |
| 30/08/2016 | Rede Bandeirantes         | Presente          | Presente              | Presente              | Presente               | Presente             | Presente                    | Presente          | Presente                 | Não convidado        | Não convidada              | Não convidada           |
| 16/09/2016 | Rede TV/Facebook/Uol/Veja | Presente          | Presente              | Presente              | Presente               | Presente             | Presente                    | Presente          | Presente                 | Não convidado        | Não convidada              | Não convidada           |
| 25/09/2016 | Rede Record               | Presente          | Presente              | Presente              | Presente               | Presente             | Presente                    | Presente          | Presente                 | Não convidado        | Não convidada              | Não convidada           |
| 27/09/2016 | SBT/TV Alterosa           | Presente          | Presente              | Presente              | Presente               | Presente             | Presente                    | Presente          | Presente                 | Não convidado        | Não convidada              | Não convidada           |
| 29/09/2016 | TV Globo                  | Presente          | Presente              | Presente              | Presente               | Presente             | Presente                    | Presente          | Presente                 | Não convidado        | Não convidada              | Não convidada           |

### Segundo turno
| Data       | Organizador(es)           | João Leite (PSDB) | Alexandre Kalil (PHS) |
| ---------- | ------------------------- | ----------------- | --------------------- |
| 07/10/2016 | Rede Bandeirantes         | Presente          | Presente              |
| 21/10/2016 | Rede TV/Facebook/Uol/Veja | Presente          | Presente              |
| 23/10/2016 | Rede Record               | Presente          | Presente              |
| 25/10/2016 | SBT/TV Alterosa           | Presente          | Presente              |
| 29/10/2016 | TV Globo                  | Presente          | Presente              |

## Resultados

### Prefeito
| Candidato(a)                | Vice                       | 1º turno 2 de outubro de 2016 | 1º turno 2 de outubro de 2016 | 2º turno 30 de outubro de 2016 | 2º turno 30 de outubro de 2016 |
| Candidato(a)                | Vice                       | Total                         | Percentagem                   | Total                          | Percentagem                    |
| --------------------------- | -------------------------- | ----------------------------- | ----------------------------- | ------------------------------ | ------------------------------ |
| João Leite (PSDB)           | Ronaldo Gontijo (PPS)      | 395.952                       | 33,40%                        | 557.356                        | 47,02%                         |
| Alexandre Kalil (PHS)       | Paulo Lamac (REDE)         | 314.845                       | 26,56%                        | 628.050                        | 52,98%                         |
| Rodrigo Pacheco (PMDB)      | Vanderlei Miranda (PMDB)   | 118.772                       | 10,02%                        | Não participaram               | Não participaram               |
| Reginaldo Lopes (PT)        | Jô Moraes (PCdoB)          | 86.234                        | 7,27%                         | Não participaram               | Não participaram               |
| Délio Malheiros (PSD)       | Josué Valadão (PSB)        | 64.606                        | 5,45%                         | Não participaram               | Não participaram               |
| Maria da Consolação (PSOL)  | Pablo Lima (PCB)           | 48.715                        | 4,11%                         | Não participaram               | Não participaram               |
| Eros Biondini (PROS)        | Wallace Brandão (PROS)     | 46.270                        | 3,90%                         | Não participaram               | Não participaram               |
| Luis Tibé (PTdoB)           | Felipe Toto Teixeira (PSL) | 38.682                        | 3,26%                         | Não participaram               | Não participaram               |
| Sargento Rodrigues (PDT)    | Edson José Pereira (PTB)   | 34.088                        | 2,88%                         | Não participaram               | Não participaram               |
| Marcelo Álvaro Antônio (PR) | Professora Rosilene (PSDC) | 32.121                        | 2,71%                         | Não participaram               | Não participaram               |
| Vanessa Portugal (PSTU)     | Maria Firmina (PSTU)       | 5.256                         | 0,44%                         | Não participaram               | Não participaram               |
| Total de votos válidos      | Total de votos válidos     | 1.185.541                     | 78,52%                        | 1.185.406                      | 79,64%                         |
| → Votos em branco           | → Votos em branco          | 108.745                       | 7,20%                         | 72.131                         | 4,85%                          |
| → Votos nulos               | → Votos nulos              | 215.633                       | 14,28%                        | 230.951                        | 15,52%                         |
| Total                       | Total                      | 1.509.919                     | 78,34%                        | 1.488.488                      | 77,23%                         |
| Abstenções                  | Abstenções                 | 417.537                       | 21,66%                        | 438.968                        | 22,77%                         |
| Total de inscritos          | Total de inscritos         | 1.927.460                     | 100%                          | 1.927.460                      | 100%                           |

| Partido | Partido | Candidato  | Votos     | Votos (%) |
| ------- | ------- | ---------- | --------- | --------- |
|         | PSDB    | Leite      | 395 952   | 33,4%     |
|         | PHS     | Kalil      | 314 845   | 26,56%    |
|         | PMDB    | Pacheco    | 118 772   | 10,02%    |
|         | PT      | Lopes      | 86 234    | 7,27%     |
|         | PSD     | Malheiros  | 64 606    | 5,45%     |
|         | PSOL    | Consolação | 48 715    | 4,11%     |
|         | PROS    | Biondini   | 46 270    | 3,9%      |
|         | PTdoB   | Tibé       | 38 682    | 3,26%     |
|         | PDT     | Rodrigues  | 34 088    | 2,88%     |
|         | PR      | Antônio    | 32 121    | 2,71%     |
|         | PSTU    | Portugal   | 5 256     | 0,44%     |
| Totais  | Totais  | Totais     | 1 185 541 |           |